# 新庄駅

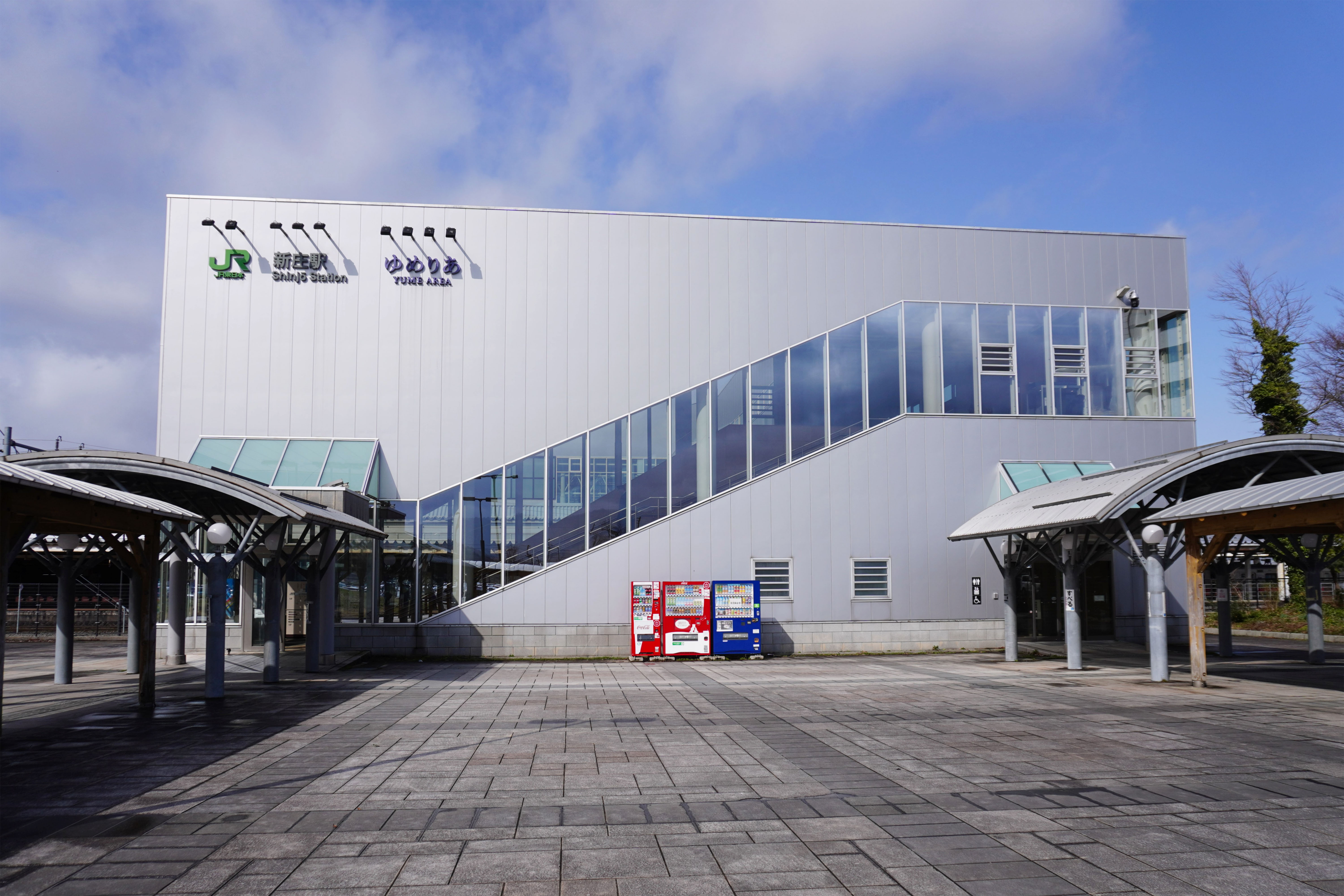
東口（2024年3月）

新庄駅（しんじょうえき）は、山形県新庄市多門町にある、東日本旅客鉄道（JR東日本）の駅である。

## 乗り入れ路線
乗り入れている路線は、線路名称上は、当駅の所属線である奥羽本線に、当駅を起点とする陸羽西線、当駅を終点とする陸羽東線を加えた3路線である。
当駅は奥羽本線上を走るミニ新幹線である山形新幹線の終着駅となっている。新幹線車両が走行できるようにするため、奥羽本線の福島駅 - 当駅間は新幹線と同じ軌間1,435ミリメートルの標準軌に改軌されている。このため、1,067ミリメートルの狭軌である奥羽本線秋田駅方面および、他路線との直通運転はできない。なお、標準軌化された奥羽本線山形駅方面には、在来線としての愛称として「山形線」がつけられている。
なお、2022年（令和4年）5月より陸羽西線は列車の運行を休止しており、バス代行となっている。代行バスについては「陸羽西線#バス代行輸送」を参照。

## 歴史
- 1903年（明治36年）6月11日：官設鉄道（のちに日本国有鉄道）奥羽南線が舟形駅から延伸された際の終着駅として開業[2][4]。一般駅[2]。
- 1904年（明治37年）10月21日：奥羽南線が院内駅まで延伸され、途中駅となる[5]。
- 1909年（明治42年）10月12日：線路名称の制定に伴い、奥羽本線の駅となる[6]。
- 1913年（大正2年）12月7日：酒田線が古口駅まで開通し、接続駅となる[7]。
- 1915年（大正4年）11月1日：新庄線が瀬見駅（現・瀬見温泉駅）まで開通[8]。
- 1917年（大正6年）11月1日：酒田線が陸羽西線、新庄線が陸羽東線に改称され、奥羽本線および両線の駅となる。
- 1926年（大正15年）12月：駅舎を改築[9]。
- 1947年（昭和22年）8月16日：昭和天皇の戦後巡幸があり、お召し列車が狩川駅発 - 新庄駅着、新庄駅発 - 山形駅着で運転[10]。昭和天皇が下車時に、同月発生した水害復旧に当たった職員に励ましの言葉をかけた[11]。
- 1961年（昭和36年）6月1日：駅舎を改築[9]。
- 1963年（昭和38年）2月14日：跨線橋を改築し、供用を開始[新聞 1]。
- 1968年（昭和43年）9月29日：みどりの窓口の営業を開始[9]。
- 1974年（昭和49年）4月1日：電報取扱廃止[12]。
- 1986年（昭和61年）
  - 11月1日：車扱貨物・荷物の取り扱いを廃止（旅客駅となる）[2]。
  - 12月20日：直営のハンバーガーショップ「パナデリア・アッキー」開店[新聞 2]。
- 1987年（昭和62年）4月1日：国鉄分割民営化により、JR東日本の駅となる[2]。
- 1989年（平成元年）3月1日：出札窓口オープンカウンター化の完成式を挙行[新聞 3]。
- 1994年（平成6年）11月23日：駅前ふれあい広場「アビエス」がオープン[新聞 4]。
- 1998年（平成10年）
  - 9月7日：旧駅舎での営業を終了。
  - 10月10日：2階建ての仮駅舎で営業を開始[13]。
- 1999年（平成11年）12月4日：山形新幹線山形 - 新庄間の運行を開始・開業[報道 2]。現在の駅舎も完成[14]。
- 2014年（平成26年）8月23日：発車メロディに「新庄まつり囃子」を採用。
- 2017年（平成29年）5月31日：びゅうプラザの営業を終了[15]。
- 2020年（令和2年）3月14日：新幹線eチケットサービスを開始[報道 3]。
- 2021年（令和3年）3月13日：タッチでGo!新幹線のサービスを開始[注 1][報道 6]。
- 2022年（令和4年）5月14日：高屋道路の（仮称）高屋トンネル建設関連工事に伴い、陸羽西線ならびに同線からの羽越本線直通列車が運行休止、バス代行となる[報道 1]。
- 2024年（令和6年）10月1日：えきねっとQチケのサービスを開始[1][報道 7]。

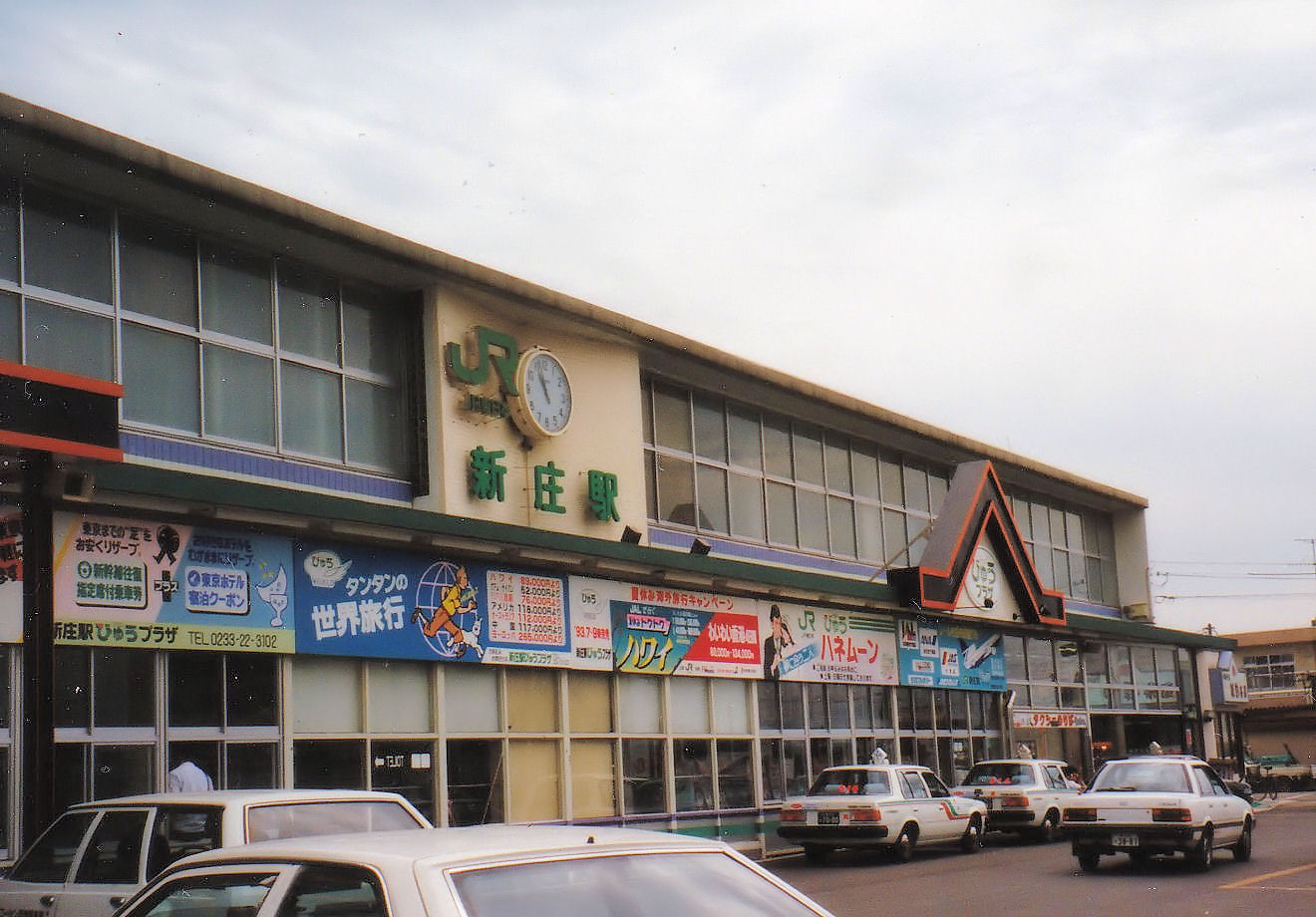
旧駅舎（1993年8月）

## 駅構造
新幹線開業前は単式ホームと島式ホームの2面3線（いわゆる国鉄型配線）だったが、両ホームを平面で接続（2線を分断・頭端式化）し、福島方を標準軌に改軌の上1・2番線に、青森方を3・4番線に、分断されなかった線路を5番線とした実質1面5線となった。
新庄統括センターの拠点駅で、直営駅である。管理駅として、奥羽本線の大石田駅 - 及位駅間、陸羽東線の堺田駅 - 南新庄駅間、陸羽西線の升形駅 - 南野駅間の各駅を管理している。奥羽本線の東北本部と秋田支社の運行系統上の境界駅でもあり、新庄駅 - 及位駅間は秋田支社側が列車運行を行う。このため、泉田駅 - 及位駅間の各駅においては、東北本部側は事実上施設管理のみとなっている。
駅舎内には、みどりの窓口、指定席券売機、新幹線eチケットサービス・タッチでGo!新幹線・えきねっとQチケ専用自動改札機、駅レンタカーが設置されている。なお、えきねっとQチケを利用する場合は、山形新幹線では改札機にQRコードをかざす一方、山形線では改札窓口にいる係員へQRコードを提示する必要がある。このほか、乗換改札機が1番線に1台設置されている。
駅東口駅前広場を除く構内東側の一帯は新庄運転区である。新庄運転区には蒸気機関車の転車台が使用可能な状態で残されており、陸羽東線にてSLの臨時運行が行われる年もある。また、駅構内の南側が山形線、北側が奥羽本線、陸羽東線、陸羽西線車両の車庫になっており、そのうち北側にはレンガ造りの車庫がある。
かつては貨物も取り扱っており、駅西口北側に1面2線の貨物ホームや貨車仕分け線が広がっていた。そこでは有蓋車など奥羽本線を行き来する貨物列車が停車する風景がよく見られた。後述する「ゆめりあ」の一部やその後背地に広がる駐車場、鉄道弘済会の施設、広大な空き地などが貨物施設の遺構である。運賃表は現駅舎開業以降は独自のデザインであったが、2014年（平成26年）の運賃改定時にJR東日本標準のデザインに変更された。
当駅は最上地方各市町村の共同出資の交流拠点ともなっており、「ゆめりあ」という愛称がある。"夢"と"エリア"を組み合わせた造語である。館内には案内所、物産館、イベントスペースなどが備えられ、東口に向かう連絡通路は、ギャラリースペースとなっている。

### のりば
| 番線   | 路線        | 方向 | 行先                               |
| ------ | ----------- | ---- | ---------------------------------- |
| 標準軌 |             |      |                                    |
| 1      | ■山形新幹線 | 上り | 山形・福島・東京方面               |
| 2      | ■山形線     | 上り | 山形・福島・東京方面               |
| 狭軌   |             |      |                                    |
| 3      | ■陸羽西線   | 下り | 古口・余目・酒田方面               |
| 3・4   | ■奥羽本線   | 下り | 真室川・湯沢・横手・大曲・秋田方面 |
| 5      | ■陸羽東線   | 上り | 鳴子温泉・古川方面                 |

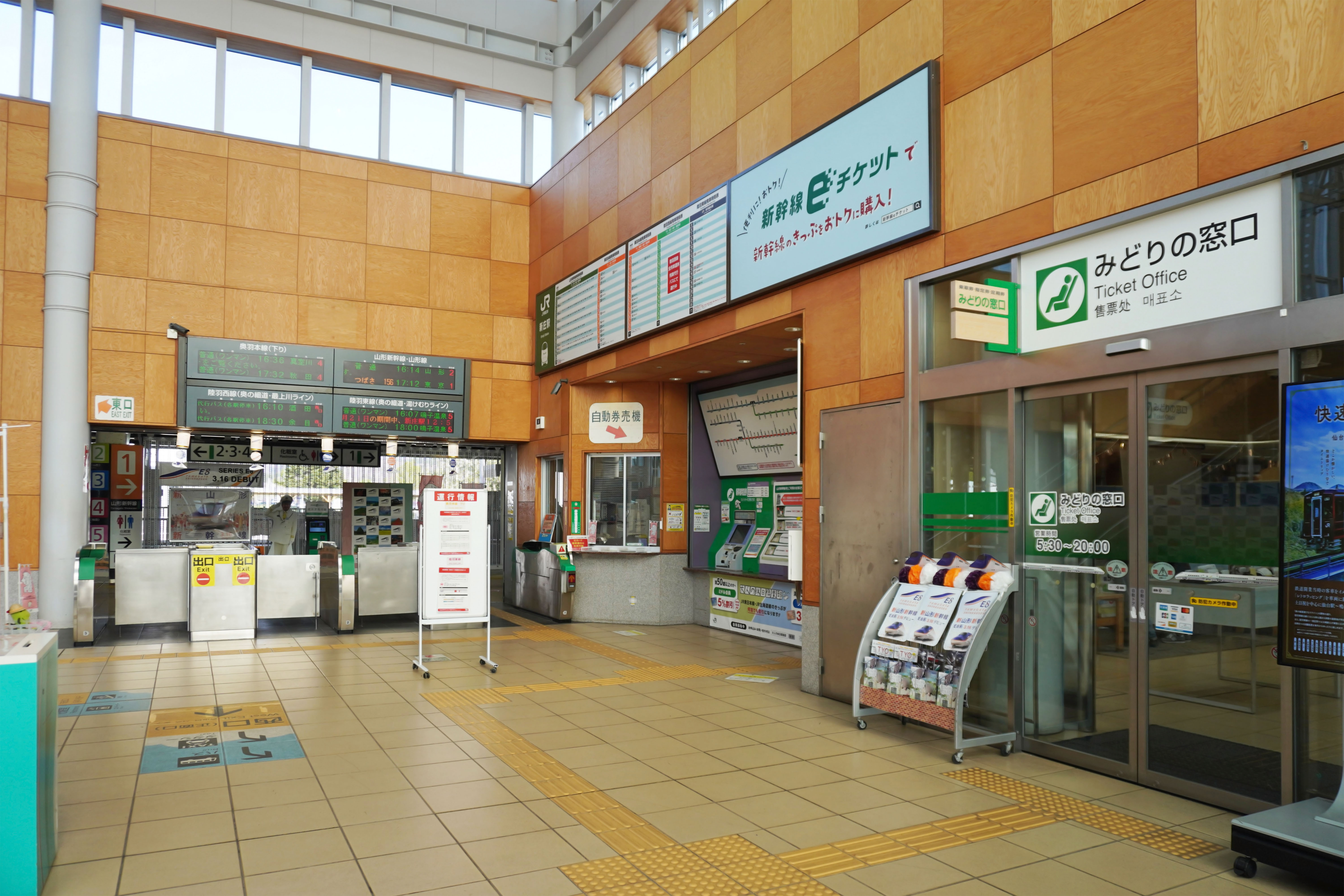
改札口と切符売り場（2024年4月）
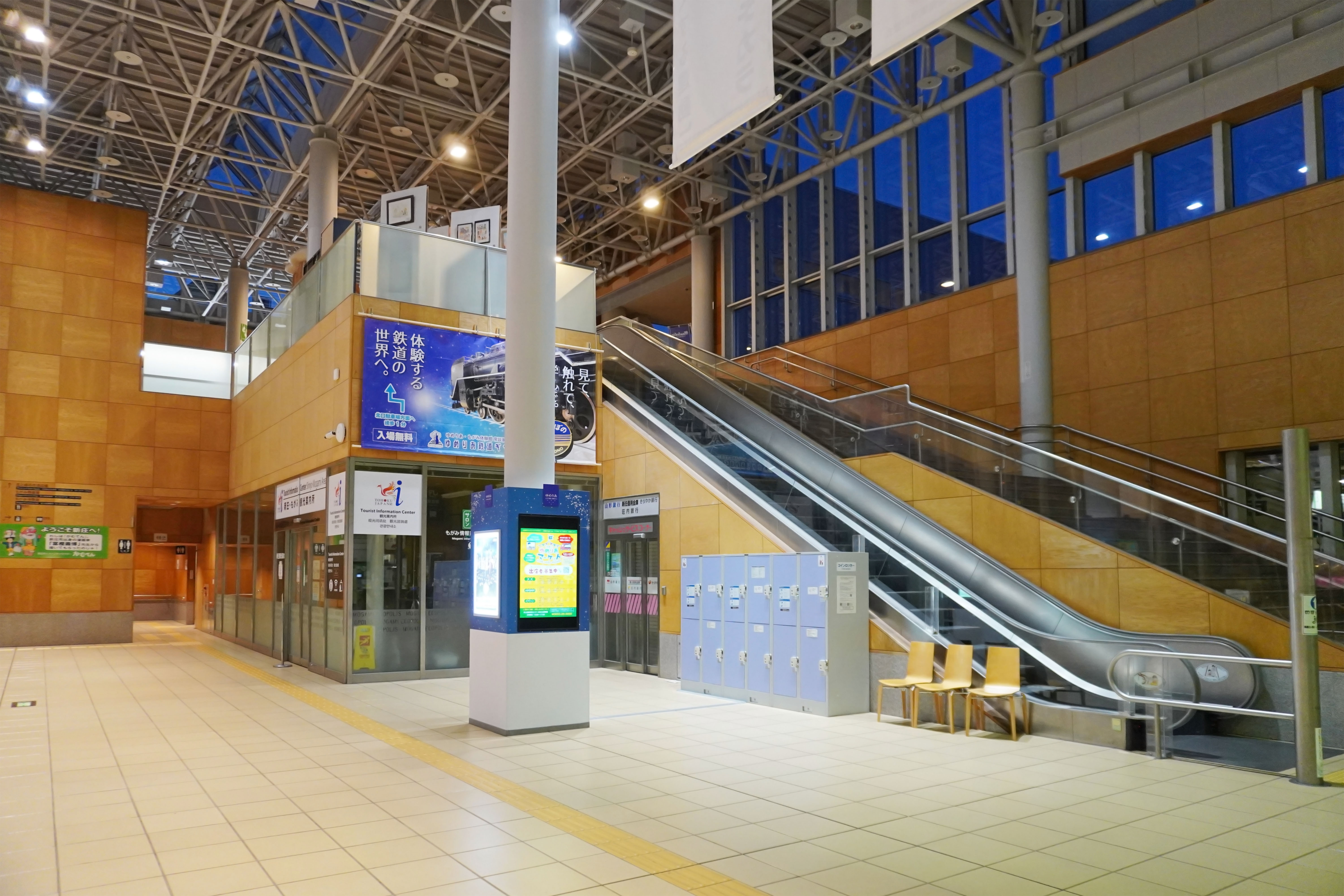
コンコース（2023年7月）
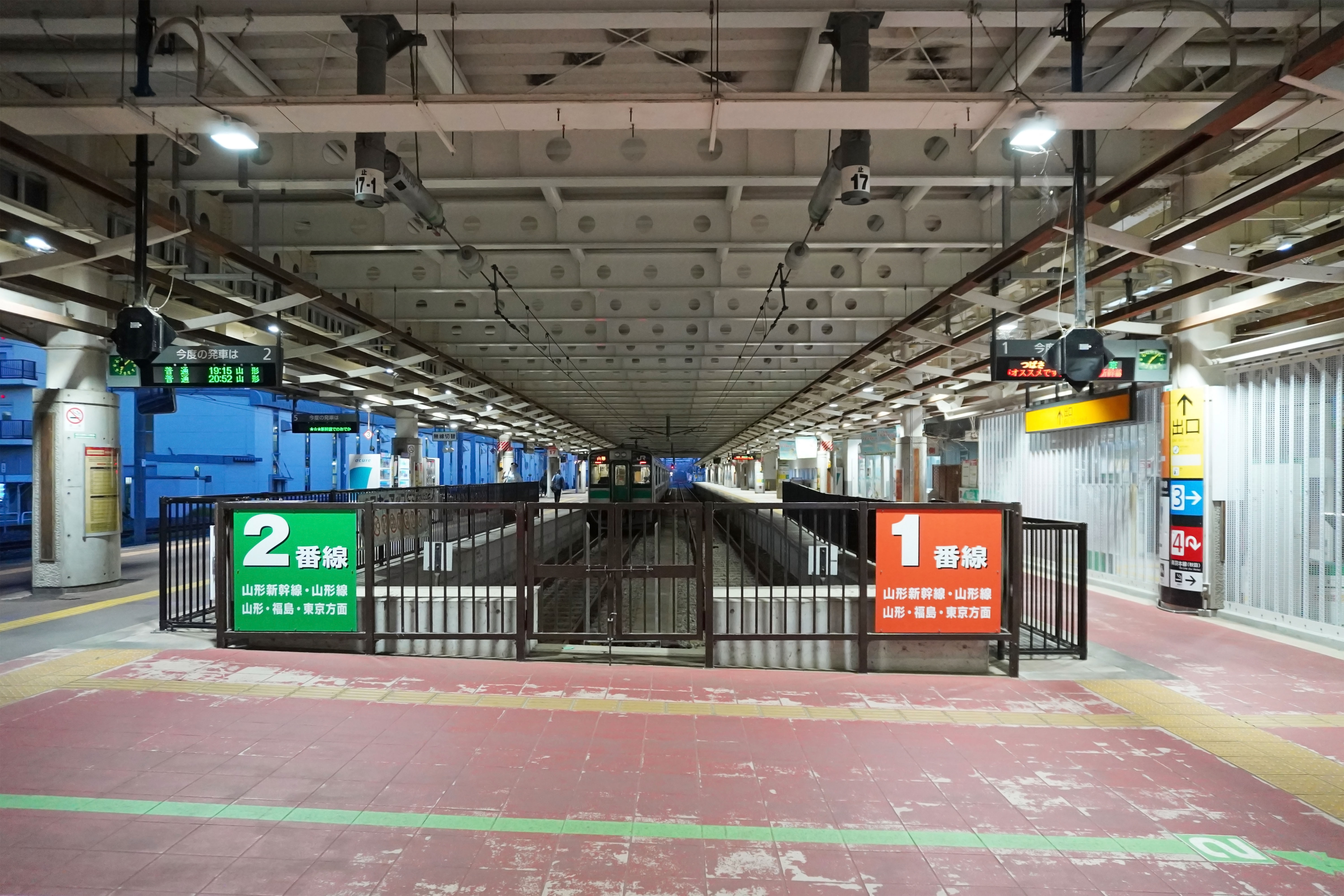
1・2・5番線ホーム（2023年7月）
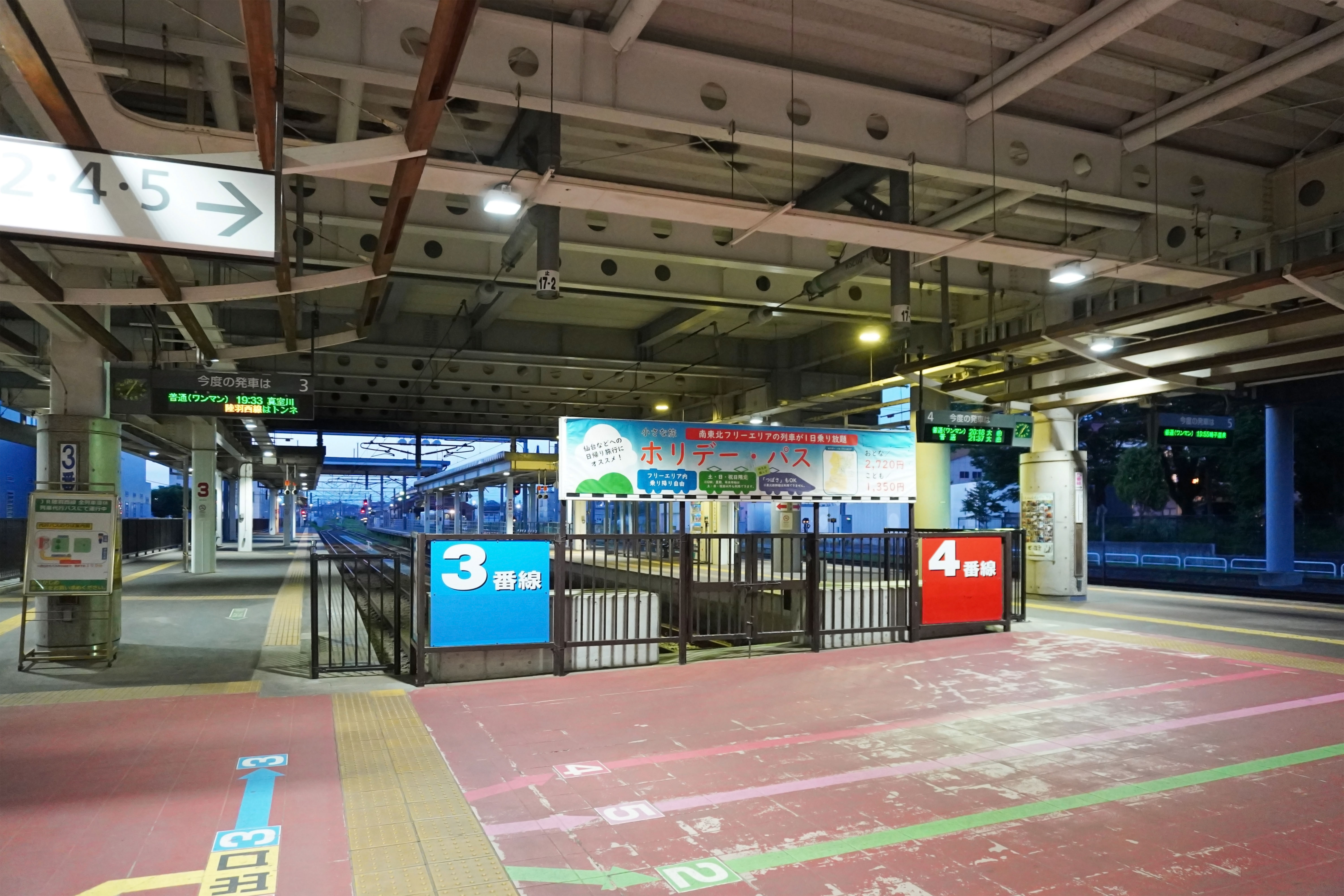
3 - 5番線ホーム（2023年7月）
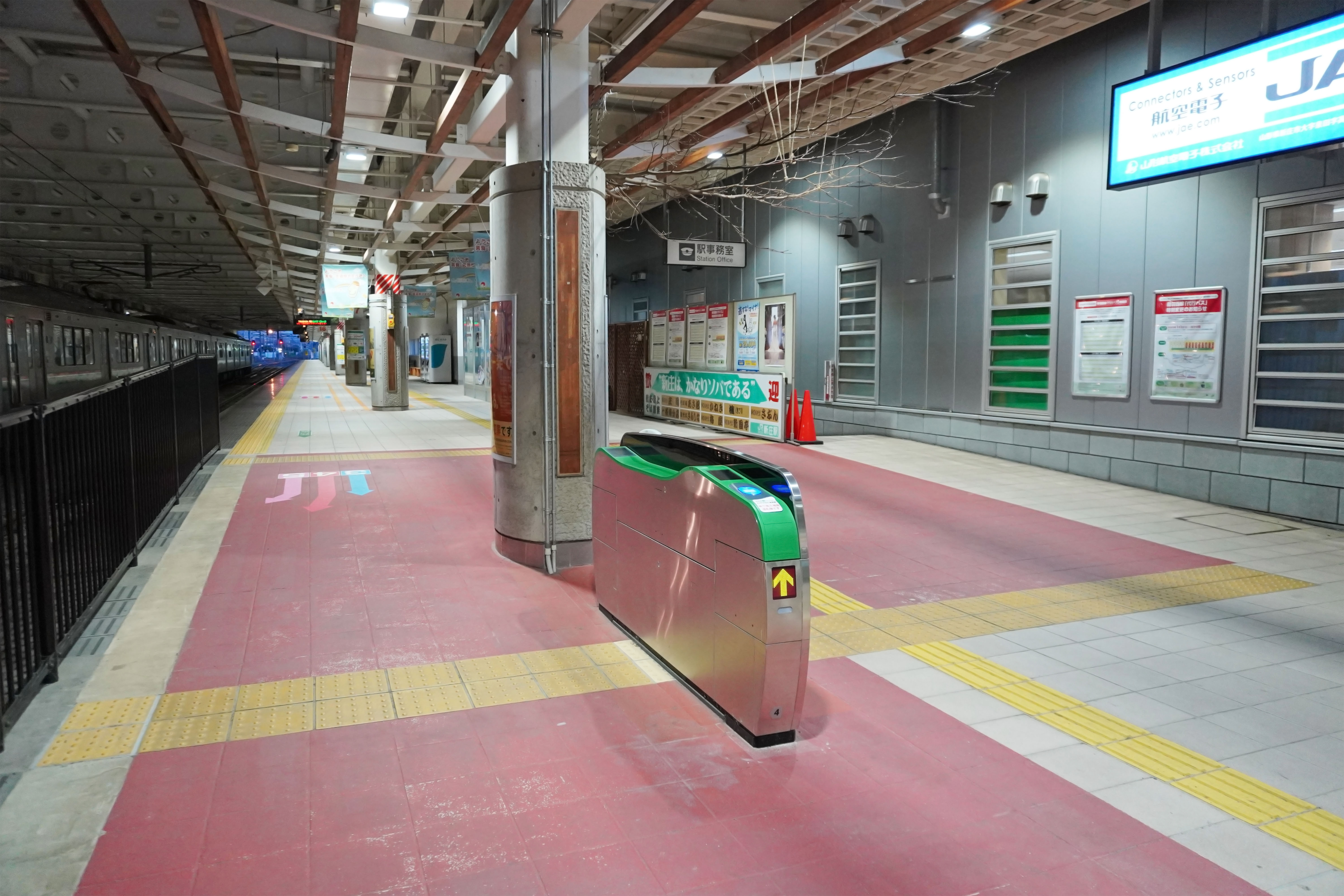
1番線ホームに設置されている乗換改札機（2023年7月）
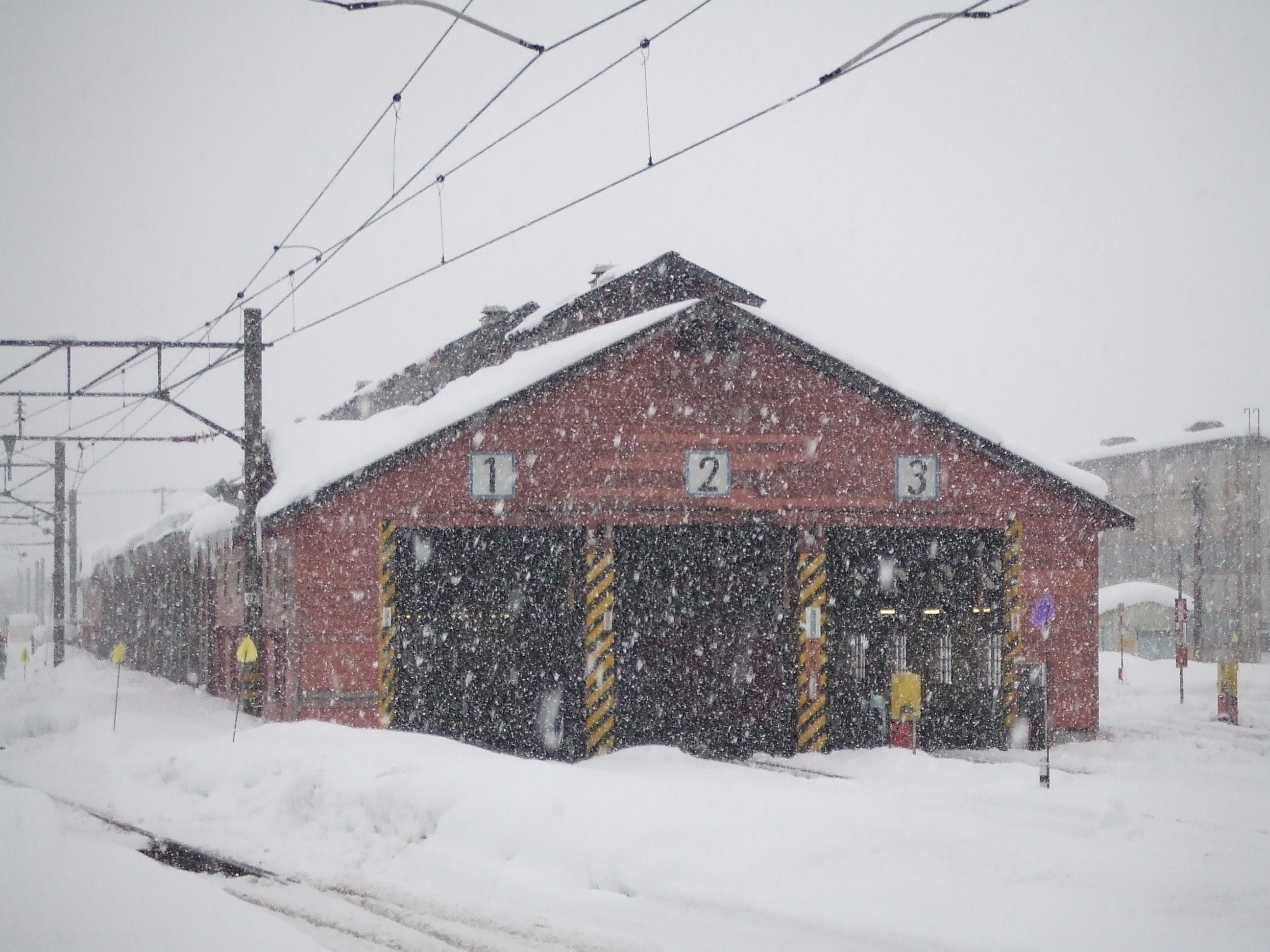
レンガ造りの車庫（2005年12月）

## 駅弁
主な駅弁は下記の通り。
- 最上のとりもつ弁当
- 牛肉どまん中
- 牛肉どまん中（みそ）

ただし、JTB時刻表 2025年3月号には新庄駅の駅弁の掲載は無い。

## 利用状況
JR東日本によると、2023年度（令和5年度）の1日平均乗車人員は1,058人である。
2000年度（平成12年度）以降の推移は以下のとおりである。
| 1日平均乗車人員推移 | 1日平均乗車人員推移 | 1日平均乗車人員推移 | 1日平均乗車人員推移 | 1日平均乗車人員推移 |
| 年度                | 定期外              | 定期                | 合計                | 出典                |
| ------------------- | ------------------- | ------------------- | ------------------- | ------------------- |
| 2000年（平成12年）  |                     |                     | 2,373               | [ 利用客数 2 ]      |
| 2001年（平成13年）  |                     |                     | 2,345               | [ 利用客数 3 ]      |
| 2002年（平成14年）  |                     |                     | 2,290               | [ 利用客数 4 ]      |
| 2003年（平成15年）  |                     |                     | 2,213               | [ 利用客数 5 ]      |
| 2004年（平成16年）  |                     |                     | 2,044               | [ 利用客数 6 ]      |
| 2005年（平成17年）  |                     |                     | 1,960               | [ 利用客数 7 ]      |
| 2006年（平成18年）  |                     |                     | 1,881               | [ 利用客数 8 ]      |
| 2007年（平成19年）  |                     |                     | 1,810               | [ 利用客数 9 ]      |
| 2008年（平成20年）  |                     |                     | 1,752               | [ 利用客数 10 ]     |
| 2009年（平成21年）  |                     |                     | 1,679               | [ 利用客数 11 ]     |
| 2010年（平成22年）  |                     |                     | 1,593               | [ 利用客数 12 ]     |
| 2011年（平成23年）  |                     |                     | 1,508               | [ 利用客数 13 ]     |
| 2012年（平成24年）  | 705                 | 876                 | 1,582               | [ 利用客数 14 ]     |
| 2013年（平成25年）  | 712                 | 892                 | 1,605               | [ 利用客数 15 ]     |
| 2014年（平成26年）  | 720                 | 792                 | 1,513               | [ 利用客数 16 ]     |
| 2015年（平成27年）  | 712                 | 769                 | 1,481               | [ 利用客数 17 ]     |
| 2016年（平成28年）  | 720                 | 755                 | 1,476               | [ 利用客数 18 ]     |
| 2017年（平成29年）  | 712                 | 736                 | 1,448               | [ 利用客数 19 ]     |
| 2018年（平成30年）  | 686                 | 707                 | 1,393               | [ 利用客数 20 ]     |
| 2019年（令和元年）  | 673                 | 699                 | 1,372               | [ 利用客数 21 ]     |
| 2020年（令和02年）  | 267                 | 620                 | 888                 | [ 利用客数 22 ]     |
| 2021年（令和03年）  | 344                 | 647                 | 991                 | [ 利用客数 23 ]     |
| 2022年（令和04年）  | 450                 | 582                 | 1,033               | [ 利用客数 24 ]     |
| 2023年（令和05年）  | 545                 | 513                 | 1,058               | [ 利用客数 1 ]      |

## 駅周辺
西口が中心部に出る玄関口である。西口にはロータリーが設けられ、カラクリ時計が設置されている。
東口は国道13号に面している。東口にはパークアンドライドを図り1,000台の無料駐車場が用意されている。観光バスののりばがある。駅前は公園として整備され、「最上中央公園（かむてん広場）」と呼ばれている。
- 新庄市役所
- 新庄郵便局
- 新庄駅前郵便局
- 山形県立新庄病院
- 最上総合支庁
- 新庄合同庁舎
- 最上広域市町村圏事務組合消防本部
- 最上中央公園
  - すぽーてぃあ
- 東山運動公園
  - 新庄市民球場
  - 新庄市陸上競技場
- 新庄警察署駅前交番
- 新庄信用金庫本店
- ヤマザワ新庄店
- ヨークベニマル新庄店
- 新庄信用金庫 本店

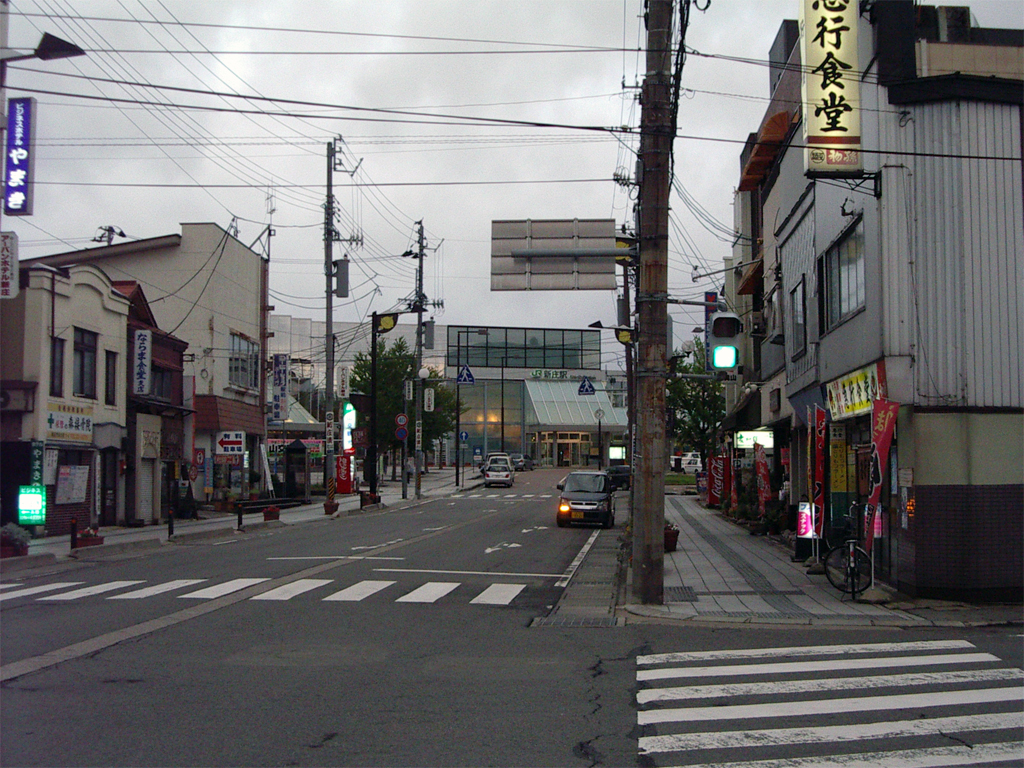
西口駅前（2007年7月）
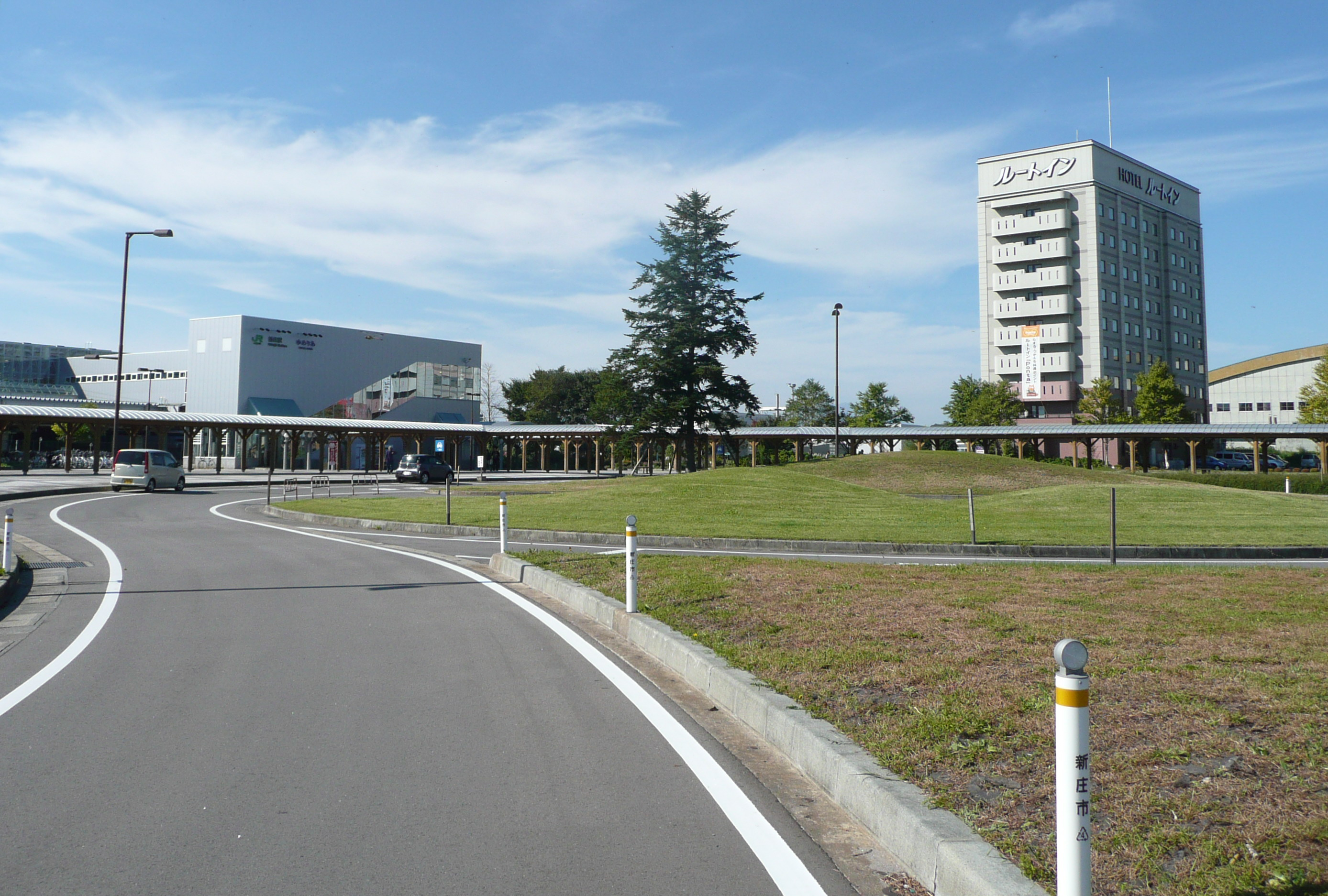
東口ロータリー（2014年10月）
カラクリ時計（2006年8月）

## バス路線
西口ロータリーに新庄駅前バス停が設置されており、以下の路線バスや高速バスが運行されている。前述の陸羽西線列車代行バスの停留所も西口に設けられている。
- 山交バス - 金山・鳥越・仙台（特急48ライナー）・東京（TOKYOサンライズ号）方面
- 新庄市営バス（かむてん号） - 土内・芦沢方面
- 鮭川村営バス - 羽根沢温泉方面
- 大蔵村営バス - 肘折温泉方面

## その他
- 「未来的なデザインの駅舎」として、2002年（平成14年）に東北の駅百選に選定されている。また、2000年（平成12年）にも鉄道建築協会の選定する鉄道建築協会賞のうち鉄道局長賞を受賞している[新聞 5]。
- 3、4番線の北側にホーム跡が残っている。陸羽西線はそれを避けるように通るため、発車後2度ポイントを渡る。

## 隣の駅
東日本旅客鉄道（JR東日本）
■山形新幹線
大石田駅 - 新庄駅
■奥羽本線（舟形駅方は「山形線」）
□快速
新庄駅 - 真室川駅
■普通
舟形駅 - *（鳥越信号場） - 新庄駅 - 泉田駅
■陸羽西線
新庄駅 - 升形駅
■陸羽東線
- 臨時快速「湯けむり号」発着駅

南新庄駅 - 新庄駅

### 記事本文